# Berufsgenossenschaft

Logo der gewerblichen Berufsgenossenschaften

Die gewerblichen Berufsgenossenschaften sind die Träger der gesetzlichen Unfallversicherung für die Unternehmen der deutschen Privatwirtschaft und deren Beschäftigte. Daneben gibt es die Landwirtschaftliche Berufsgenossenschaft als Teil der SVLFG.
Berufsgenossenschaften haben die Aufgabe, Arbeitsunfälle und Berufskrankheiten sowie arbeitsbedingte Gesundheitsgefahren zu verhüten. Beschäftigte, die einen Arbeitsunfall erlitten haben oder an einer Berufskrankheit leiden, werden durch die Berufsgenossenschaften medizinisch, beruflich und sozial rehabilitiert. Darüber hinaus obliegt es den Berufsgenossenschaften, die Unfall- und Krankheitsfolgen durch Geldzahlungen finanziell auszugleichen. Im Jahr 2005 waren etwa 46,2 Millionen Personen bei den gewerblichen und landwirtschaftlichen Berufsgenossenschaften versichert.
Bei den Berufsgenossenschaften handelt es sich um Sozialversicherungsträger. Sie sind als Körperschaften des öffentlichen Rechts mit Selbstverwaltung organisiert und finanzieren sich im Wesentlichen aus Beiträgen der ihnen durch Pflichtmitgliedschaft zugewiesenen Unternehmen (die landwirtschaftliche Berufsgenossenschaft (SVLFG) erhält Bundeszuschüsse aus Steuermitteln). 2005 waren etwa 3,2 Millionen Unternehmen Mitglied einer gewerblichen Berufsgenossenschaft.
Derzeit bestehen neun gewerbliche und bis zum 31. Dezember 2012 neun landwirtschaftliche Berufsgenossenschaften, welche ab dem 1. Januar 2013 in der SVLFG aufgegangen sind. Die gewerblichen Berufsgenossenschaften sind nach Wirtschaftszweigen gegliedert, die Geschäftsstellen der landwirtschaftlichen Berufsgenossenschaft nach Regionen.

## Aufgaben
Die Berufsgenossenschaften und die Unfallversicherungsträger (UVT) der öffentlichen Hand haben den gesetzlichen Auftrag, Arbeits- und Schulunfälle sowie Berufskrankheiten und arbeitsbedingte Gesundheitsgefahren zu verhüten § 14 SGB VII. Nach Eintritt eines Versicherungsfalles entschädigen sie die Versicherten oder deren Hinterbliebene. Beide Leistungsbestandteile folgen dem Prinzip des Einsatzes aller geeigneten Mittel.
Die UVT erfüllen diesen Präventionsauftrag nach § 17 SGB VII insbesondere durch Beratung und Überwachung der Unternehmen in Fragen des Arbeits- und Gesundheitsschutzes. 
Die Unfallversicherungsträger (UV-Träger) erlassen Unfallverhütungsvorschriften (UVV), deren Einhaltung von den Aufsichtsdiensten der UV-Träger überprüft wird. Unterhalb dieser Vorschriftenebene haben die UV-Träger zudem ein umfassendes Regelwerk (Regeln, Informationen und Grundsätze) zur Unterstützung der Unternehmer und Versicherten bei der Wahrnehmung ihrer Pflichten im Bereich Sicherheit und Gesundheit erarbeitet.
Die Fachbereiche und Sachgebiete der DGUV entwickeln das Vorschriften- und Regelwerk.
Die Überwachung und Beratung erfolgen durch Aufsichtspersonen (zuvor: Technische Aufsichtsbeamte), die mit hoheitlichen Befugnissen ausgestattet sind. Die von den Aufsichtspersonen angeordneten Maßnahmen, z. B. die Stilllegung einer sicherheitswidrig betriebenen Maschine, können notfalls mit Zwangsmitteln durchgesetzt werden (§ 18, § 19 SGB VII).
Des Weiteren schulen die Berufsgenossenschaften nach § 23 SGB VII betriebliche Akteure für Sicherheit und Gesundheit bei der Arbeit, also insbesondere die Führungskräfte, die Sicherheitsbeauftragten und die Fachkräfte für Arbeitssicherheit. Zu diesem Zweck betreiben die Berufsgenossenschaften eigene Bildungseinrichtungen.

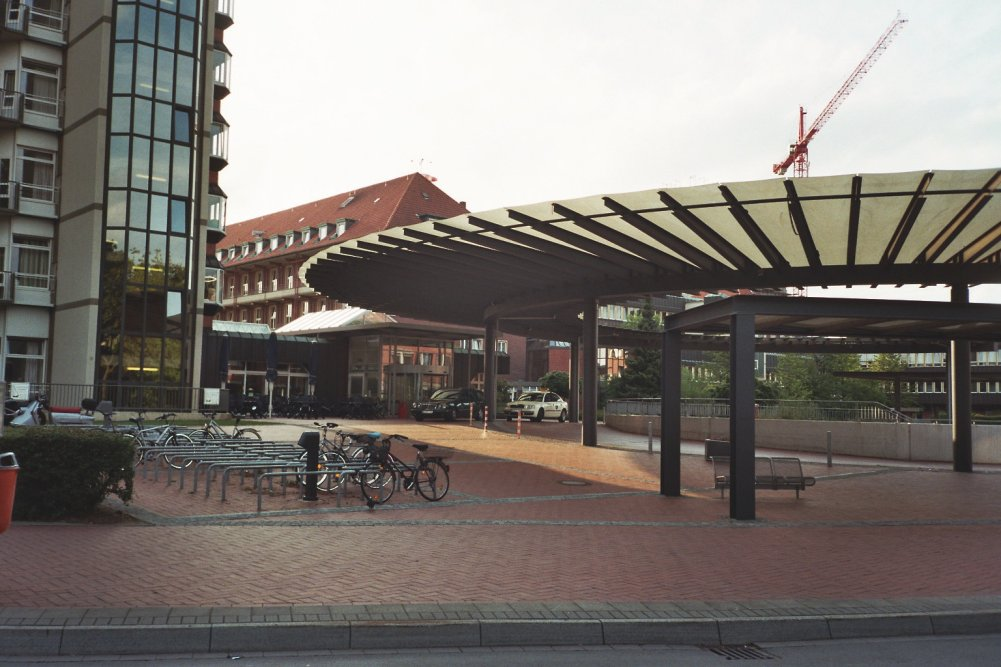
Eingangsbereich des „Bergmannsheil“

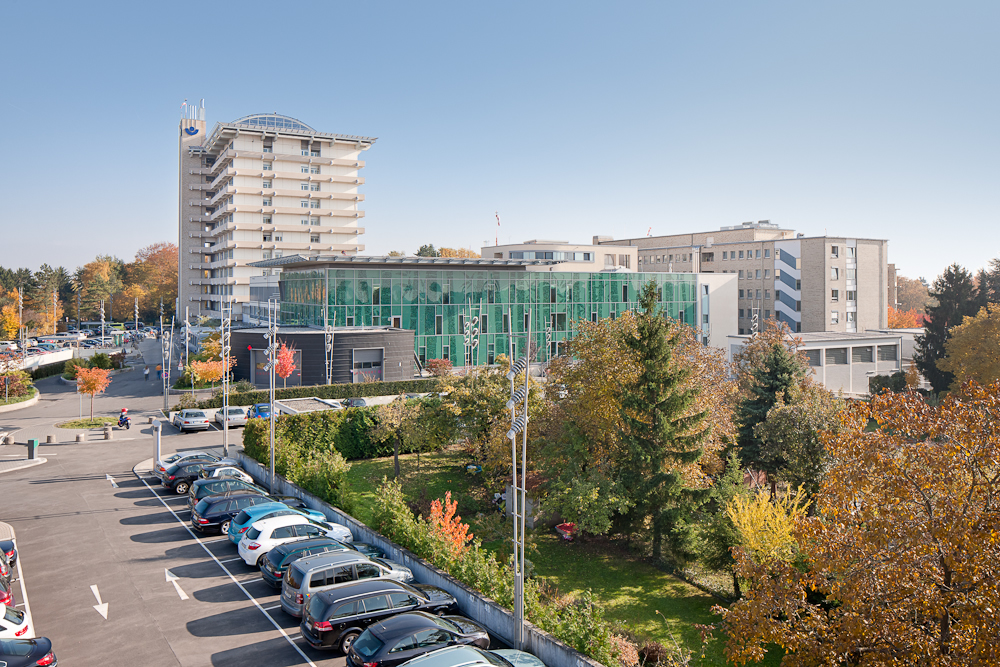
BGU Frankfurt am Main

Ereignet sich ein Arbeits-/Wegeunfall oder erkrankt ein Versicherter an einer Berufskrankheit, so muss die Berufsgenossenschaft nach § 26 Abs. 1 Nr. 1 SGB VII den Gesundheitsschaden beseitigen oder zumindest bessern, seine Verschlimmerung verhüten und seine Folgen mildern, und zwar nach dem Wortlaut des Gesetzes „mit allen geeigneten Mitteln“. Eigenanteile oder Selbstbeteiligungen, wie sie von der gesetzlichen Krankenversicherung bekannt sind, gibt es dabei nicht. Die Berufsgenossenschaften arbeiten dazu eng mit niedergelassenen Ärzten und Krankenhäusern zusammen. Häufig werden die Verletzten und Erkrankten aber auch in besonderen Rehabilitationseinrichtungen behandelt, beispielsweise im Berufsgenossenschaftlichen Universitätsklinikum Bergmannsheil. Leistungsansprüche gegenüber der Kranken- oder Pflegeversicherung bestehen dann nicht.
Neben diese medizinische Rehabilitation treten gleichberechtigt die berufliche und soziale Rehabilitation: Die Berufsgenossenschaft muss nach § 26 Abs. 1 Nr. 2 SGB VII und nach § 26 Abs. 1 Nr. 3 SGB VII dem Versicherten einen seinen Neigungen und Fähigkeiten entsprechenden Platz im Arbeitsleben sichern und Hilfen zur Bewältigung der Anforderungen des täglichen Lebens und zur Teilhabe am Leben in der Gemeinschaft sowie zur Führung eines möglichst selbständigen Lebens bereitstellen. Ist der Versicherte auf Grund des Unfalls oder der Berufskrankheit pflegebedürftig, so erbringt die Berufsgenossenschaft nach § 26 Abs. 1 Nr. 5 SGB VII die gleichen Leistungen wie die Pflegeversicherung.
Während der Phase der unfall- oder krankheitsbedingten Arbeitsunfähigkeit unterstützen die Berufsgenossenschaften die Versicherten finanziell, indem sie ihnen nach Ablauf eines etwaigen Entgeltfortzahlungsanspruches Verletztengeld zahlen (§ 45 SGB VII). Sind Versicherte auf Grund des Unfalls oder der Berufskrankheit dauerhaft und erheblich in ihrer Gesundheit geschädigt, erhalten sie von der Berufsgenossenschaft eine nach dem Grad der Erwerbsminderung bemessene auf Basis des dem Versicherungsfall vorhergehenden Jahres erzielten Einkommens aus der versicherten Tätigkeit berechnete Rente (§ 56 SGB VII). Dabei gilt der Grundsatz „Rehabilitation vor Rente“ (§ 26 Abs. 3 SGB VII). Die Berufsgenossenschaft darf erst dann eine Rente zahlen, wenn eine weitere medizinische Behandlung keinen Erfolg verspricht.
Verstirbt ein Versicherter infolge des Unfalls oder der Berufskrankheit, zahlen die Berufsgenossenschaften Renten, Sterbegeld und ggf. Überführungskosten an seine Hinterbliebenen (§ 64, § 65, § 67 SGB VII).

## Organisation

### Rechtsform
Die Berufsgenossenschaften sind Institutionen der gesetzlichen Unfallversicherung und damit Sozialversicherungsträger. Ihre Organisation – das Gesetz spricht von „Verfassung“ – ist in ihren wesentlichen Elementen durch das Vierte Buch Sozialgesetzbuch und das Siebte Buch Sozialgesetzbuch vorgegeben. Trotz der Bezeichnung „Genossenschaft“ haben Berufsgenossenschaften also eine eigene Rechtsform.
Die Berufsgenossenschaften sind nach § 29 SGB IV als Körperschaften des öffentlichen Rechts mit Selbstverwaltung verfasst. Als solche sind sie mitgliedschaftlich organisiert. Mitglieder sind die Unternehmen des jeweiligen Gewerbezweigs.

### Organe
Die Berufsgenossenschaften verfügen über drei Organe. Zwei dieser Organe, die Vertreterversammlung und der Vorstand, sind nach § 31 SGB IV Selbstverwaltungsorgane.
Die Vertreterversammlung ist für die Rechtsetzung zuständig: Sie stellt die Satzung, die Unfallverhütungsvorschriften, die Dienstordnung, den Gefahrtarif und den Haushaltsplan auf. Von ihrer Funktion her ist sie mit einem Parlament vergleichbar. Die Vertreterversammlung ist paritätisch mit Vertretern der Unternehmen (Arbeitgebervertretern) und Vertretern der versicherten Beschäftigten (Arbeitnehmervertretern) besetzt. Arbeitgeber- und Arbeitnehmervertreter nehmen ihre Aufgaben in der Vertreterversammlung ehrenamtlich wahr. Es handelt sich bei ihnen in der Regel um Beauftragte von Arbeitgeberverbänden und Gewerkschaften. Echte Sozialwahlen, wie sie das Gesetz in § 46 SGB IV für die Vertreterversammlung vorsieht, finden bei den Berufsgenossenschaften praktisch nicht statt. Stattdessen werden die Mitglieder der Vertreterversammlungen durch so genannte Friedenswahlen bestimmt: Arbeitgeber- und Versichertenseite legen Listen mit Wahlvorschlägen vor. Die dort genannten Personen gelten als gewählt.
Die Vertreterversammlung wählt den Vorstand. Der Vorstand ist die Verwaltungsspitze – die „Regierung“ – der Berufsgenossenschaft. Er erlässt nach § 35 SGB IV Richtlinien für die Führung der Verwaltungsgeschäfte und vertritt die Berufsgenossenschaft nach außen. Ebenso wie die Vertreterversammlung ist auch er paritätisch mit Arbeitgeber- und Arbeitnehmervertretern besetzt.
Drittes Organ jeder Berufsgenossenschaft ist nach § 36 SGB IV ein hauptamtlich tätiger Geschäftsführer, bei den gewerblichen Berufsgenossenschaften Hauptgeschäftsführer genannt. Er leitet unter Aufsicht und nach Weisung des Vorstands die laufenden Verwaltungsgeschäfte. Ihm untersteht unmittelbar der gesamte Verwaltungsapparat. Bei einigen Berufsgenossenschaften werden die laufenden Verwaltungsgeschäfte von einer dreiköpfigen Geschäftsführung mit einem aus deren Mitte gewählten Vorsitzenden geführt (siehe § 118 SGB VII).

### Beschäftigte
Die gewerblichen Berufsgenossenschaften beschäftigen etwa 19.000 Personen, davon etwa 2.200 als Aufsichtspersonen im Außendienst (Stand: 2005).
Für die Angestellten der Berufsgenossenschaften gilt mit dem Berufsgenossenschafts-Angestelltentarifvertrag (BG-AT) ein eigener Tarifvertrag. Der BG-AT ist dem Tarifvertrag für den öffentlichen Dienst nachgebildet. Neben den Tarifangestellten arbeiten bei den gewerblichen Berufsgenossenschaften mehr als 7.000 so genannte Dienstordnungsangestellte. Dabei handelt es sich um Angestellte mit einem beamtenähnlichen Status.

## Aufsicht
Die Berufsgenossenschaften unterliegen der staatlichen Aufsicht. Die Aufsichtsbehörden – das Bundesamt für Soziale Sicherung und das Bundesministerium für Arbeit und Soziales – wachen darüber, dass die Berufsgenossenschaften sich an Recht und Gesetz halten, ihre gesetzlich vorgegebenen Aufgaben ordnungsgemäß erfüllen und ihre Kompetenzen nicht überschreiten.
Im Bereich der Unfallverhütung ist das Aufsichtsrecht nach § 87 Abs. 2 SGB IV als Fachaufsicht ausgestaltet, d. h., das Bundesministerium prüft nicht nur, ob die Unfallverhütungsmaßnahmen der Berufsgenossenschaften rechtmäßig, sondern auch ob sie zweckmäßig sind. Damit liegt die Letztverantwortung für alle berufsgenossenschaftlichen Präventionsmaßnahmen beim Bundesministerium für Arbeit und Soziales.

## Finanzierung

### Grundsatz
Die Berufsgenossenschaften finanzieren sich – mit Ausnahme der landwirtschaftlichen Berufsgenossenschaft; siehe hierzu weiter unten – ausschließlich aus den Beiträgen der Unternehmer. Die Versicherten zahlen keinen Beitrag. Darin liegt ein wesentlicher Unterschied zu den anderen vier Zweigen der deutschen Sozialversicherung, in denen die Beiträge von Arbeitgebern und Arbeitnehmern erhoben werden. Eine Änderung des BG-Beitrags hat also keine Auswirkungen auf das Nettoarbeitsentgelt der Arbeitnehmer, wohl aber auf die Lohnnebenkosten der Unternehmer.
Im Gegenzug sind die Unternehmer grundsätzlich von jeder Haftung gegenüber ihren Arbeitnehmern freigestellt. Bei Arbeitsunfällen oder arbeitsbedingten Erkrankungen haben die betroffenen Versicherten keine Schadensersatzansprüche gegen die Unternehmer. Sie müssen sich an die Berufsgenossenschaft wenden.
Dieser Grundsatz besteht seit Inkrafttreten des ersten Unfallversicherungsgesetzes im Jahr 1885. Er ist kennzeichnend für die gesetzliche Unfallversicherung in Deutschland.

### Beitragserhebung und -berechnung
Die Berufsgenossenschaften erheben die Beiträge im Umlageverfahren der nachträglichen Bedarfsdeckung. Die Unternehmer werden dabei jeweils zu Beginn eines Jahres für die im vergangenen Jahr entstandenen Kosten in Anspruch genommen. Es ist allerdings üblich, dass die Berufsgenossenschaften zur Zwischenfinanzierung Beitragsvorschüsse erheben.
Die Höhe der Beiträge richtet sich dabei unter anderem nach der durchschnittlichen Unfallgefahr in der jeweiligen Branche, in der ein Unternehmer dem Schwerpunkt seiner Tätigkeit nach tätig ist. Die Berufsgenossenschaften setzen dazu Gefahrtarife fest, in denen die einzelnen Gewerbezweige so genannten Gefahrklassen zugeordnet werden. Die Gefahrklassen spiegeln das Versicherungsrisiko wider, das in dem jeweiligen Gewerbezweig besteht. So ist beispielsweise die Gefahrklasse für Dachdecker höher als die für Büroangestellte.
Ein weiterer Faktor bei der Beitragsberechnung ist die so genannte Entgeltsumme, das heißt die Summe der vom Unternehmer an seine Beschäftigten gezahlten Arbeitsentgelte. Branchen mit geringen Arbeitsentgelten zahlen auch geringere BG-Beiträge, während lohnintensive Gewerbezweige höhere Beiträge entrichten müssen.
Einige Berufsgenossenschaften erheben darüber je nach Schadensentwicklung auch Beitragsaufschläge oder gewähren Beitragsnachlässe. Die Unternehmer sollen durch diese Maßnahmen dazu bewegt werden, die Arbeitssicherheit in ihrem Unternehmen zu verbessern.

## Besondere Berufsgenossenschaften

### Landwirtschaftliche Berufsgenossenschaft

Logo der SVLFG

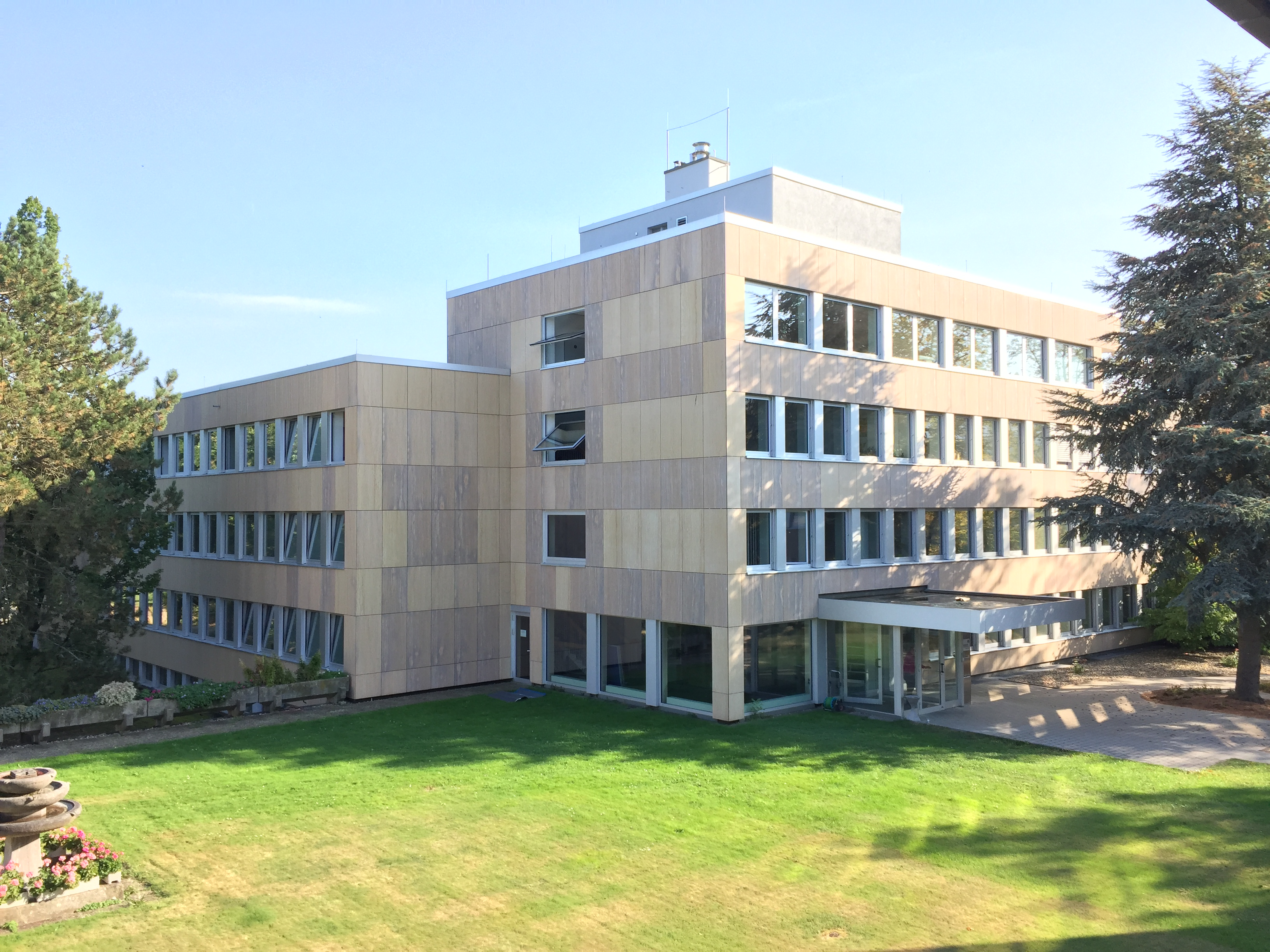
Hauptverwaltung in Kassel

Die Landwirtschaftlichen Berufsgenossenschaften unterscheiden sich in ihrer Organisation, ihrer Zuständigkeit und in der Art ihrer Beitragsberechnung von den gewerblichen Berufsgenossenschaften:
Organisatorisch und personell waren sie bis zum 31. Dezember 2012 mit den drei anderen für die Landwirtschaft zuständigen Sozialversicherungsträgern verbunden. Landwirtschaftliche Berufsgenossenschaften, Alterskassen, Krankenkassen und Pflegekassen bildeten zusammen die Landwirtschaftliche Sozialversicherung (LSV). Die vier LSV-Träger waren rechtlich voneinander unabhängige Körperschaften, sie hatten jedoch nach § 32 Abs. 1 SGB IV gemeinsame Organe und standen damit unter einer einheitlichen Leitung. Die Selbstverwaltungsorgane – Vorstand und Vertreterversammlung – bestanden nach § 44 Abs. 1 Nr. 2 SGB IV je zu einem Drittel aus Vertretern der versicherten Beschäftigten, der Selbstständigen ohne fremde Arbeitskräfte und der landwirtschaftlichen Unternehmer.
Es lagen seit dem 28. September 2011 ein Referentenentwurf und seit dem 2. November 2011 der Regierungsentwurf eines Gesetzes zur Neuordnung der Organisation der landwirtschaftlichen Sozialversicherung (LSV-NOG) vor, die die Bildung einer bundesunmittelbaren Körperschaft des öffentlichen Rechts vorsahen, in der die einzelnen Träger – somit auch die landwirtschaftlichen Berufsgenossenschaften – sowie der Spitzenverband ab 1. Januar 2013 eingegliedert wurden. Umgesetzt wurde dies mit der Auflösung der bisherigen Träger und des Spitzenverbandes und der damit einhergehenden Eingliederung in einem Übergangszeitraum bis zum 31. Dezember 2017. Der neue Sozialversicherungsträger führt den Namen Sozialversicherung für Landwirtschaft, Forsten und Gartenbau (SVLFG).
Seit dem 1. Januar 2013 sind die Träger der Landwirtschaftlichen Sozialversicherung einschließlich ihres Spitzenverbandes somit kraft Gesetzes in dem bundesweit zuständigen Verbundträger (SVLFG) zusammengeführt worden und nehmen die Aufgaben aller bisherigen regionalen Träger durch die Hauptverwaltung in Kassel, durch die bisherigen Träger als Geschäftsstellen sowie an weiteren Standorten wahr.
Die sachliche Zuständigkeit der landwirtschaftlichen Berufsgenossenschaft erstreckt sich nach § 123 Abs. 1 SGB VII nicht nur auf die „klassische“ Landwirtschaft, sondern auch auf Unternehmen der Forstwirtschaft, der Fischzucht und der Binnenfischerei sowie auf Viehhalter und Imker. Zudem ist die landwirtschaftliche BG zuständig für land- und forstwirtschaftliche Lohnunternehmen und Jagden.
Örtlich ist die landwirtschaftliche Berufsgenossenschaft auch ab 2013 für bestimmte Regionen zuständig. Dies unterscheidet sie von den gewerblichen Berufsgenossenschaften, die jeweils für das gesamte Bundesgebiet zuständig sind. Geschuldet ist dies dem regional unterschiedlichen Gepräge der Landwirtschaft („von der Alm bis zur Hallig“). Die dezentrale Zuständigkeit erlaubt es der BG, Leistungen sowohl präventiv als auch betreuend entsprechend den örtlichen Anforderungen zu gewähren.
Im Unterschied zur gewerblichen Unfallversicherung sind nach § 2 Abs. 1 Nr. 5 SGB VII im landwirtschaftlichen Bereich nicht nur die abhängig beschäftigten Personen versichert, sondern auch die Unternehmer selbst, also die Landwirte, sowie deren Ehegatten und Familienangehörigen, soweit diese im Unternehmen mitarbeiten. Damit ist die landwirtschaftliche Berufsgenossenschaft für alle in der Landwirtschaft tätigen Personen – insgesamt etwa 3,7 Millionen Menschen – zuständig.
Der Beitrag zur landwirtschaftlichen Berufsgenossenschaft berechnet sich je nach Art des Unternehmens aus unterschiedlichen Faktoren. Bei land- und forstwirtschaftlicher Nutzung sind unter anderem die Größe der genutzten Flächen, die Art der dort angebauten Pflanzen und das Unfallrisiko von Bedeutung. So ist beispielsweise der Beitrag für ein Spargelfeld höher als für ein gleich großes Rapsfeld. Bei Unternehmen der Tierzucht sind die Zahl sowie die Art der Tiere entscheidend. Der Beitrag für eine Kuh ist höher als der Beitrag für ein Huhn. Einzelheiten zur Beitragsberechnung ergeben sich aus den § 182, § 183 SGB VII sowie aus der Satzung der SVLFG.
Die landwirtschaftliche Berufsgenossenschaft wendet jährlich etwa 865 Millionen € für Präventions-, Rehabilitations- und Entschädigungsleistungen sowie für Verwaltungskosten auf. Der Bund unterstützt sie dabei mit Subventionen in Höhe von 200 Millionen €.

### Gartenbau-Berufsgenossenschaft

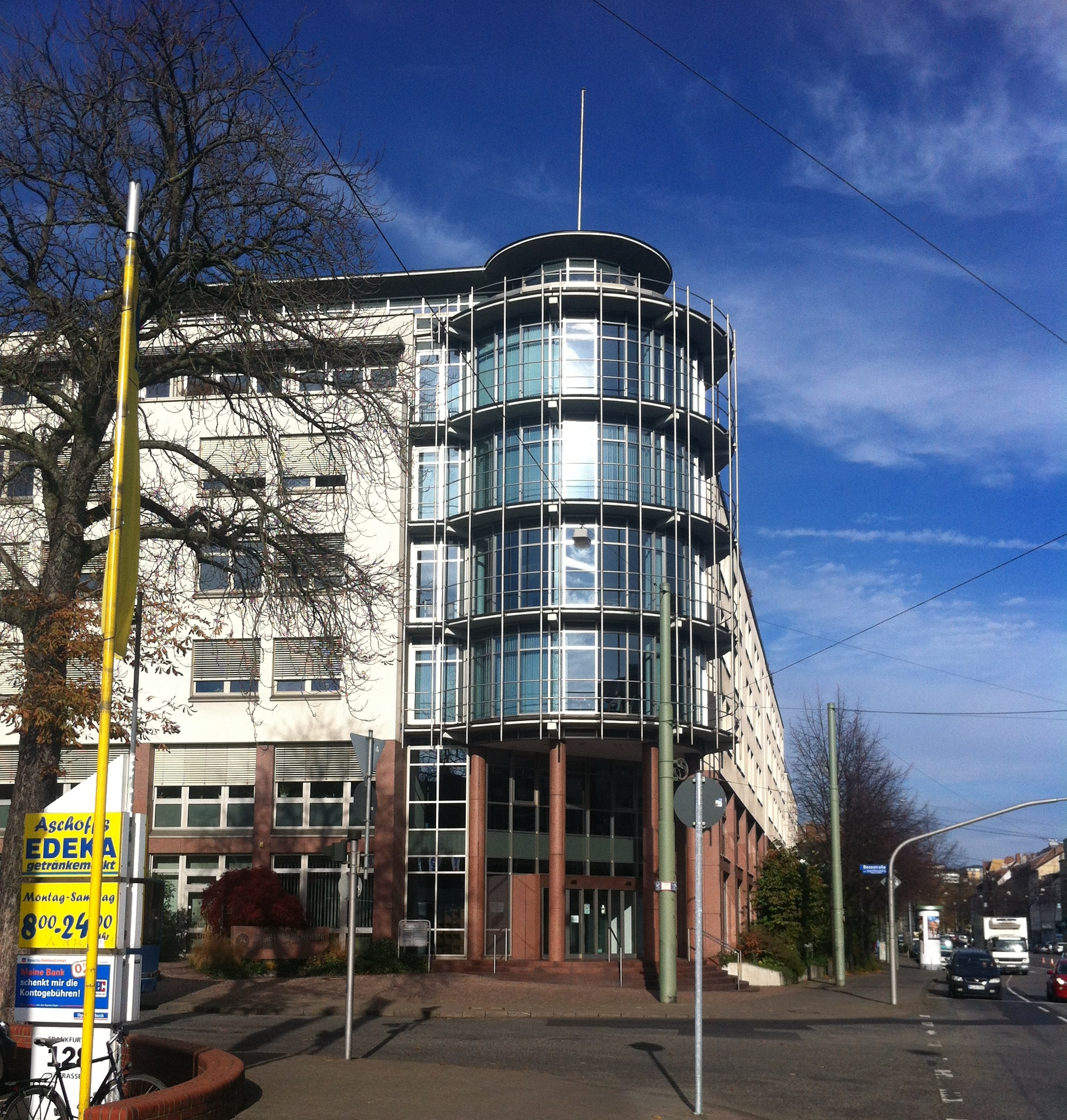
Verwaltungsgebäude in Kassel

Die Gartenbau-Berufsgenossenschaft war die einzige bundesweit tätige landwirtschaftliche Berufsgenossenschaft. Sie war zuständig für Unternehmen des Erwerbsgartenbaus, des Garten-, Landschafts- und Sportplatzbaus, der Park- und Gartenpflege und für Friedhöfe. Zusammen mit Alters-, Kranken- und Pflegekasse sowie der Gemeinnützigen Haftpflichtversicherungsanstalt bildete sie die Sozialversicherung für den Gartenbau. Auch sie war vom vorgenannten LSV-NOG betroffen und ist nunmehr seit dem 1. Januar 2013 in die SVLFG eingegliedert.

### See-Berufsgenossenschaft
Die von 1887 bis 2010 bestehende See-Berufsgenossenschaft wurde traditionell zu den gewerblichen Berufsgenossenschaften gezählt. Eine Besonderheit bestand insofern, als die See-BG eng mit der Seekasse zusammenarbeitete. Diese Einrichtungen bildeten einen eigenen Zweig der Sozialversicherung, die See-Sozialversicherung. Das Sozialversicherungssystem der Seeleute ähnelte damit dem System der Landwirte.
Zudem waren der See-BG im Lauf der Jahre bestimmte Aufgaben übertragen worden, die keinen unmittelbaren Bezug zur Unfallversicherung hatten: So war die See-Berufsgenossenschaft auch für die Schiffssicherheit, den Meeresumweltschutz und die Hafenstaatkontrolle zuständig.
Die See-Berufsgenossenschaft schloss sich zum 1. Januar 2010 mit der Berufsgenossenschaft für Fahrzeughaltungen zur Berufsgenossenschaft für Transport und Verkehrswirtschaft zusammen.

## Geschichte

### Gründungsgeschichte und erste Jahre
Kaiser Wilhelm I. hatte am 17. November 1881 mit der an den Deutschen Reichstag gerichteten und von Bismarck redigierten Kaiserlichen Botschaft die Einführung einer Sozialversicherung angemahnt, insbesondere eine Versicherung der Arbeiter gegen „Betriebsunfälle“. Die Sozialversicherung sollte die so genannte Soziale Frage lösen und damit den inneren Frieden sichern, den der Kaiser durch die sozialdemokratische Bewegung gefährdet sah.
Die „Heilung der sozialen Schäden“, so Wilhelm I., sei nicht nur auf dem „Wege der Repression sozialdemokratischer Ausschreitungen, sondern gleichmäßig auf dem [Wege] der positiven Förderung des Wohles der Arbeiter zu suchen“. Dazu sollten die „realen Kräfte“ des „christlichen Volkslebens“ in der Form „kooperativer Genossenschaften unter staatlichem Schutz und staatlicher Förderung“ zusammengefasst werden.
Nach der Intention Otto von Bismarcks sollten die kooperativen Genossenschaften nicht nur dem Wohle der Arbeiter dienen, sondern darüber hinaus Grundlage für eine künftige Volksvertretung werden. Diese Volksvertretung sollte neben den Reichstag treten oder diesen sogar ersetzen und damit ein entscheidender Faktor bei der Gesetzgebung werden – äußerstenfalls durch einen Staatsstreich.

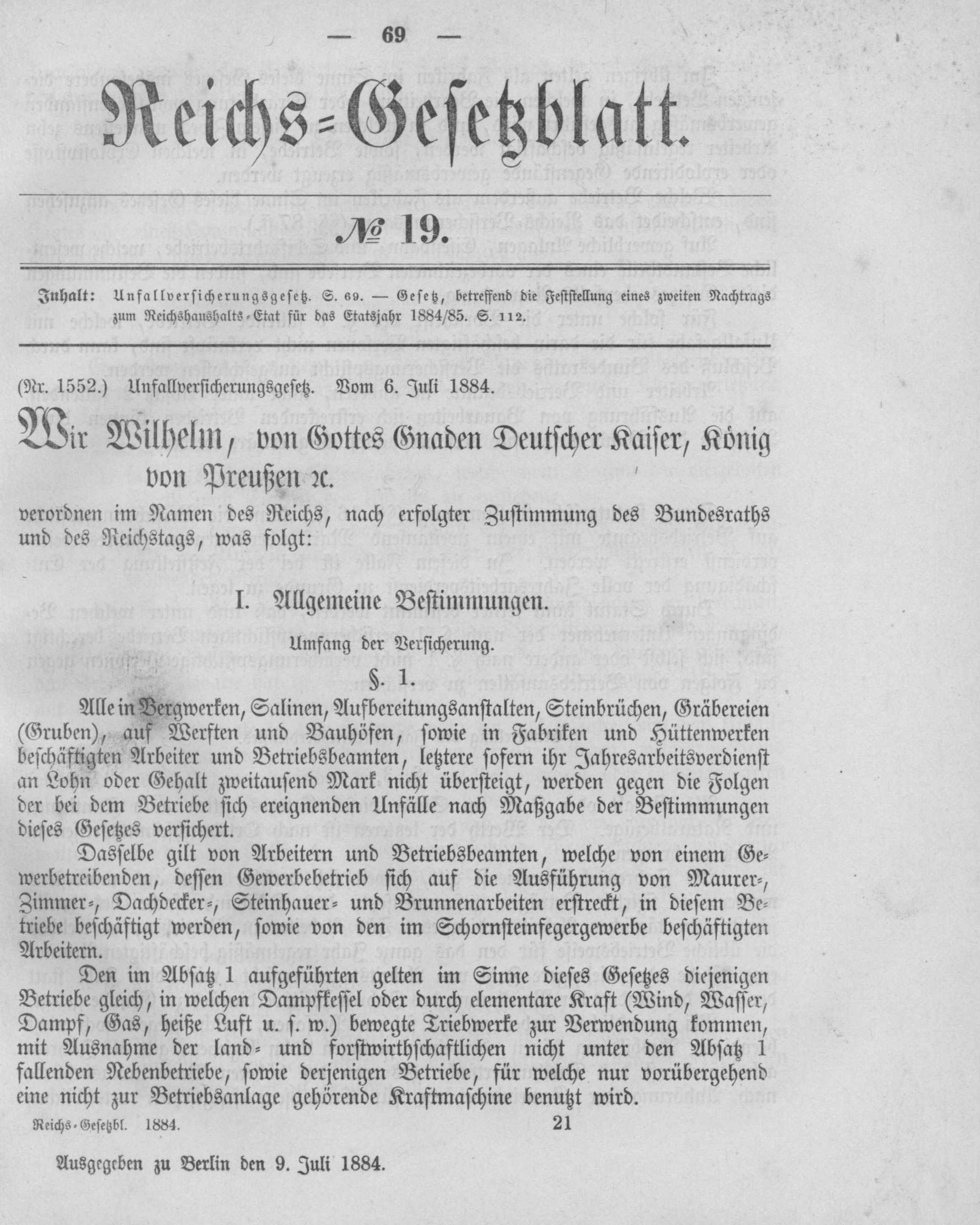
Unfallversicherungsgesetz, im Reichs-Gesetzblatt vom 9. Juli 1884

Es dauerte drei Jahre, bis Reichskanzler Bismarck die Vorstellungen des Kaisers umsetzen konnte. Mit dem Unfallversicherungsgesetz vom 6. Juli 1884 wurden die rechtlichen Voraussetzungen für die „korporativen Genossenschaften“ geschaffen. Diese Genossenschaften waren als selbstverwaltete Zusammenschlüsse von Unternehmern, den so genannten Berufsgenossen, gedacht, und wurden daher im Gesetz als Berufsgenossenschaften bezeichnet (in einem früheren Gesetzesentwurf war noch von „Betriebsgenossenschaften“ die Rede). Die Berufsgenossenschaften waren und blieben jedoch ausschließlich Träger der Unfallversicherung. Bismarcks weitergehende Pläne einer ständischen Organisation als Gegengewicht zum Reichstag wurden nicht verwirklicht.
Das Unfallversicherungsgesetz trat nach einer knapp eineinhalbjährigen Übergangsfrist am 1. Oktober 1885 in Kraft. Am selben Tag nahmen auch die ersten siebenundfünfzig Berufsgenossenschaften ihre Arbeit auf. Die Gründung dieser Berufsgenossenschaften war zuvor durch Beschluss des Bundesrats vom 21. Mai 1885 bestätigt worden. Bereits 1886 erließen die Berufsgenossenschaften Unfallverhütungsvorschriften (heute: Berufsgenossenschaftliche Vorschriften).
Bereits kurze Zeit später wurde die Unfallversicherung auf weitere Betriebsarten ausgedehnt: Zwei Gesetze, das Gesetz, betreffend die Unfall- und Krankenversicherung der in land- und forstwirtschaftlichen Betrieben beschäftigten Personen, vom 5. Mai 1886 und das Gesetz, betreffend die Unfallversicherung der bei Bauten beschäftigten Personen, vom 11. Juli 1887 führten zur Gründung von landwirtschaftlichen Berufsgenossenschaften und von Berufsgenossenschaften für das Baugewerk.
Im Jahr 1887 zählte man bereits zweiundsechzig Berufsgenossenschaften und 366 Sektionen (regionale Verwaltungsstellen) mit 319.453 Betrieben und 3.861.560 versicherten Personen. Größte Berufsgenossenschaft war die Knappschafts-BG mit 1658 Mitgliedsbetrieben und 343.707 Versicherten, zweitgrößte die Ziegelei-Berufsgenossenschaft, bei der 174.995 Menschen versichert waren. Die Berufsgenossenschaft der Schornsteinfegermeister des Deutschen Reichs war mit 5.452 Versicherten die kleinste Berufsgenossenschaft.

### 1920er Jahre und 1930er Jahre
1929 entstand mit der Berufsgenossenschaft für Gesundheitsdienst und Wohlfahrtspflege (BGW) die neunundsechzigste gewerbliche Berufsgenossenschaft. Mit der Gründung der BGW erreichten die Berufsgenossenschaften sowohl zahlenmäßig als auch von ihrer Vielfalt her einen Höhepunkt. Nie zuvor hatte es so viele verschiedene Berufsgenossenschaften gegeben. (Siehe auch: Liste der gewerblichen Berufsgenossenschaften.)
In den 1930er Jahren schlossen sich einige regionale Berufsgenossenschaften zu größeren, deutschlandweit tätigen Unfallversicherungsträgern zusammen, darunter die Berufsgenossenschaften für Binnenschifffahrt und für Textil.

### Bundesrepublik Deutschland (bis 1990)
Der Zweite Weltkrieg und die sich anschließende Teilung Deutschlands stellten eine Zäsur für die Arbeit der Berufsgenossenschaften dar. In der Bundesrepublik bestanden sie fort. 1951 gab es dort 36 gewerbliche und 18 landwirtschaftliche Berufsgenossenschaften. In der Sowjetischen Besatzungszone hingegen löste die Sowjetische Militäradministration in Deutschland in den von ihnen besetzten Gebieten sämtliche Berufsgenossenschaften auf. Einige von ihnen, darunter die Berufsgenossenschaft für den Einzelhandel, wurden anschließend im westlichen Teil Deutschlands neu gegründet. Andere, wie beispielsweise die nur regional tätige Nordöstliche Eisen- und Stahl-Berufsgenossenschaft, verschwanden ersatzlos. Das Wirken der Berufsgenossenschaften beschränkte sich bis zur Wiedervereinigung im Jahr 1990 auf das Gebiet Westdeutschlands.
In den 1950er Jahren organisierte der bundesdeutsche Gesetzgeber die Selbstverwaltung der Berufsgenossenschaften neu: Die Genossenschaftsversammlung, die bis dahin nur aus Unternehmern bestand, wurde durch die je zur Hälfte mit Vertretern der Arbeitgeber und der Arbeitnehmer besetzte Vertreterversammlung ersetzt. Das Paritätsprinzip galt auch für den Vorstand.

Logo der gewerblichen Berufsgenossenschaften im Jahr 1962

In den folgenden vierzig Jahren erweiterte der Gesetzgeber nach und nach das Aufgabengebiet der Berufsgenossenschaften. Unabhängig davon waren die Berufsgenossenschaften aber auch selbst darum bemüht, ihr System der Unfallverhütung weiter zu vervollkommnen und die Unternehmen durch eine Vielzahl von neuen, immer detaillierten Unfallverhütungsvorschriften zu mehr Arbeitssicherheit anzuhalten.
Daneben wurden den Berufsgenossenschaften auch versicherungsfremde Aufgaben übertragen, beispielsweise die Auszahlung des im Jahr 1954 eingeführten Kindergelds. Dazu wurden so genannte Familienausgleichskassen gegründet und bei den Berufsgenossenschaften angesiedelt. Dies war insofern konsequent, als die Beiträge für das Kindergeld damals von den Arbeitgebern (und nicht wie heute vom Staat) getragen wurden und die Berufsgenossenschaften ohnehin Beiträge für die Unfallversicherung von den Unternehmen erhoben. 1964 wurde diese Aufgabe dann der Bundesanstalt für Arbeitsvermittlung und Arbeitslosenversicherung (heute: Bundesagentur für Arbeit) übertragen.

### Seit der Wiedervereinigung 1990
Die Wiedervereinigung im Jahr 1990 brachte dann auch für Berufsgenossenschaften Veränderungen mit sich: Die seit dem Zweiten Weltkrieg nur in Westdeutschland tätigen Berufsgenossenschaften dehnten ihre Zuständigkeit auf das Gebiet der ehemaligen Deutschen Demokratischen Republik aus. Diese Überführung der DDR-Unfallversicherung in das gegliederte System der westdeutschen Sozialversicherungsträger führte jedoch zu erheblichen finanziellen Belastungen. Die unerwartet hohen Kosten schlugen sich in einem starken Anstieg der BG-Beiträge nieder. Spätestens seit Mitte der 1990er Jahre stehen die Berufsgenossenschaften daher in der Kritik. Ihnen wird vorgeworfen, auf Kosten der Unternehmen ein bürokratisches, teilweise ineffizientes und nicht mehr finanzierbares Unfallversicherungssystem erschaffen zu haben.
Während ein Teil der Kritiker die ersatzlose Abschaffung der Berufsgenossenschaften fordert, begnügen sich andere damit, die Genossenschaften zu einer Senkung ihrer Personal- und Verwaltungskosten anzuhalten. Die Kostensenkung soll insbesondere durch Zusammenschlüsse kleinerer Berufsgenossenschaften erfolgen, wodurch man sich Synergieeffekte verspricht.

## Reform der Berufsgenossenschaften

### Unfallversicherungsmodernisierungsgesetz
Am 26. Juni 2008 beschloss der Deutsche Bundestag das Gesetz zur Modernisierung der gesetzlichen Unfallversicherung (UVMG). Es wurde am 4. November 2008 im Bundesgesetzblatt verkündet (BGBl. I S. 2130) und trat – von wenigen Ausnahmen abgesehen – am 5. November 2008 in Kraft. Der durch das UVMG ins Sozialgesetzbuch VII eingefügte § 222 Abs. 1 bestimmt, dass die Zahl der gewerblichen Berufsgenossenschaften bis zum 31. Dezember 2009 von dreiundzwanzig auf neun reduziert werden soll.

### Fusionen
Die gesetzlich festgelegte Reduzierung auf neun Berufsgenossenschaften wurde zum 31. Dezember 2009 nicht erreicht. Lediglich folgende Berufsgenossenschaften hatten sich bis dahin zusammengeschlossen:
- Berufsgenossenschaft der Bauwirtschaft (BG BAU): Am 1. Mai 2005 schlossen sich die sieben regionalen Bau-Berufsgenossenschaften und die bundesweit tätige Tiefbau-Berufsgenossenschaft zu einer einheitlichen Berufsgenossenschaft für die Bauwirtschaft zusammen.[23]

- BG Handel und Warenlogistik (BGHW): Die Berufsgenossenschaft Handel und Warenlogistik entstand am 1. Januar 2008 durch die Fusion der Berufsgenossenschaft für den Einzelhandel (BGE) und der Großhandels- und Lagerei-Berufsgenossenschaft (GroLa BG).[24]

- BG Energie Textil Elektro Medienerzeugnisse (BG ETEM): Die am 1. Januar 2010 entstandene BG ETEM ist das Ergebnis dreier Fusionen: Am 1. Januar 2008 ging aus der BG Feinmechanik und Elektrotechnik (BG FE) sowie der Textil- und Bekleidungs-BG die BG Elektro Textil Feinmechanik (BG ETF) hervor; diese fusionierte zum 1. April 2009 mit der BG der Gas-, Fernwärme- und Wasserwirtschaft zur BG Energie Textil Elektro (BG ETE), die sich wiederum am 1. Januar 2010 mit der BG Druck und Papierverarbeitung zusammenschloss.[25]

- Verwaltungs BG (VBG): Der Fusion der Verwaltungsberufsgenossenschaft (VBG) und der Berufsgenossenschaft der keramischen und Glas-Industrie (BGGK) am 1. Januar 2009 hat sich die Berufsgenossenschaft der Straßen-, U-Bahnen und Eisenbahnen (BG Bahnen) angeschlossen. Diese fusionierte am 1. Januar 2010 mit der VBG und der BGGK.[26]

- Neue BG Rohstoffe und Chemische Industrie (BG RCI): Die Berufsgenossenschaften Bergbau, Chemie, Lederindustrie, Papiermacher, Steinbruch und Zucker haben ihren Fusionsvertrag unterzeichnet. Die neue Berufsgenossenschaft Rohstoffe und Chemische Industrie (BG RCI) nimmt ihre Aufgaben seit dem 1. Januar 2010 wahr.[27]

- Neue Berufsgenossenschaft für Transport und Verkehrswirtschaft (BG Verkehr): Die beiden Berufsgenossenschaften See BG und BG für Fahrzeughaltungen haben ihren Fusionsvertrag am 29. September 2009 unterzeichnet. Die neue Berufsgenossenschaft für Transport und Verkehrswirtschaft (BG Verkehr) nahm ihre Arbeit am 1. Januar 2010 auf.[28]

Wegen des schleppenden Fortgangs beim Einigungsprozess hatte der Gesetzgeber im August 2010 weitere Fusionen zum 1. Januar 2011 gesetzlich vorgeschrieben und folgende Berufsgenossenschaften verpflichtet, sich spätestens bis zum 1. Januar 2011 zu jeweils einer Berufsgenossenschaft zu vereinigen und dem Bundesversicherungsamt spätestens bis zum 1. Oktober 2010 eine Satzung, einen Vorschlag zur Berufung der Mitglieder der Organe und eine Vereinbarung über die Rechtsbeziehung zu Dritten sowie eine Vereinbarung über die Gefahrtarif- und Beitragsgestaltung vorzulegen:
- Berufsgenossenschaft Nahrungsmittel und Gaststätten, Fleischerei-Berufsgenossenschaft.
- Berufsgenossenschaft Metall Nord Süd, die Maschinenbau- und Metall-Berufsgenossenschaft, die Hütten- und Walzwerks-Berufsgenossenschaft, Holz-Berufsgenossenschaft.

Die Selbstverwaltungen der betroffenen Berufsgenossenschaften kamen der drohenden Zwangsfusion zuvor:
- Neue Berufsgenossenschaft Nahrungsmittel und Gastgewerbe: Die Vertreterversammlungen der Berufsgenossenschaften Nahrungsmittel und Gaststätten und die Fleischerei-Berufsgenossenschaft haben im Juni 2010 die Fusion zur Berufsgenossenschaft Nahrungsmittel und Gastgewerbe zum 1. Januar 2011 beschlossen.[30]
- Neue Berufsgenossenschaft Holz und Metall: Die Vertreterversammlungen der Hütten- und Walzwerks-Berufsgenossenschaft, Maschinenbau- und Metall-Berufsgenossenschaft, Berufsgenossenschaft Metall Nord Süd und der Holz-Berufsgenossenschaft haben in ihren September-Sitzungen die Fusion dieser vier Träger zur Berufsgenossenschaft Holz und Metall beschlossen. Die neue Berufsgenossenschaft wird in ca. 200.000 Betrieben mehr als 4 Mio. Beschäftigte betreuen.[31]

Somit gibt es zum 1. Januar 2011 neun gewerbliche Berufsgenossenschaften:
- Berufsgenossenschaft der Bauwirtschaft (BG BAU)
- Berufsgenossenschaft Handel und Warenlogistik (BGHW):
- Berufsgenossenschaft Energie Textil Elektro Medienerzeugnisse (BG ETEM)
- Verwaltungs-Berufsgenossenschaft – Berufsgenossenschaft der Banken, Versicherungen, Verwaltungen, freien Berufe, besonderen Unternehmen, Unternehmen der keramischen und Glas-Industrie sowie Unternehmen der Straßen-, U-Bahnen und Eisenbahnen (VBG)
- Berufsgenossenschaft Rohstoffe und Chemische Industrie (BG RCI)
- Berufsgenossenschaft für Transport und Verkehrswirtschaft (BG Verkehr)
- Berufsgenossenschaft Nahrungsmittel und Gastgewerbe (BGN)
- Berufsgenossenschaft Holz und Metall (BGHM)
- Berufsgenossenschaft für Gesundheitsdienst und Wohlfahrtspflege (BGW)

### Europäischer Gerichtshof: Monopol mit EU-Recht vereinbar
Das Zuständigkeitsrecht der gewerblichen Berufsgenossenschaften ist mit dem europäischen Gemeinschaftsrecht vereinbar. Das hat der Europäische Gerichtshof (EuGH) in Luxemburg am 5. März 2009 in der Rechtssache Kattner Stahlbau GmbH (C-350/07) gegen die Maschinenbau-Berufsgenossenschaft entschieden. Mit dem Urteil war die Kampagne einiger Unternehmer gegen das Monopol der gesetzlichen Unfallversicherung, die die Sozialgerichte deutschlandweit rund sieben Jahre lang beschäftigt hatte, auch europarechtlich gescheitert. Insgesamt hatten etwa 100 Unternehmer gegen die Pflichtmitgliedschaft bei den Berufsgenossenschaften geklagt. Sie begründeten die Klagen damit, dass das Monopol einen Verstoß gegen die Dienstleistungsfreiheit und das europäische Wettbewerbsrecht darstelle. Das Landessozialgericht Sachsen hatte die Frage schließlich dem EuGH zur Beurteilung vorgelegt, nachdem in anderen, vorhergehenden Verfahren alle anderen Gerichte einschließlich des Bundessozialgerichts bei ihnen anhängige Klagen bereits abgewiesen hatten, ohne sie dem EuGH zur Vorabentscheidung vorzulegen. Die Richter in Luxemburg entschieden, dass die Träger der gesetzlichen Unfallversicherung keine Unternehmen im Sinne des Europarechts seien. Die Pflichtmitgliedschaft bei den Berufsgenossenschaften verstoße daher nicht gegen die Rechtsnormen des Binnenmarktes und die Wettbewerbsbestimmungen. Der EuGH hat den LSG-Richtern allerdings aufgegeben, zu prüfen, ob die gesetzliche Unfallversicherung nicht über das Ziel einer solidarischen Finanzierung der sozialen Sicherheit hinausgeht und ob sie nur Sozialversicherungsaufgaben erfüllt.

## Kritik
Die Berufsgenossenschaften werden gelegentlich sowohl von Unternehmerkreisen als auch von Versicherten kritisiert. Während sich die Kritik der Unternehmer vornehmlich gegen das Monopol der Berufsgenossenschaften und die als zu hoch empfundenen Beiträge richtet, bemängelt ein Teil der Versicherten das Verhalten der Berufsgenossenschaften im Versicherungsfall. Hierzu ist aber anzumerken, dass die Berufsgenossenschaften als gesetzliche Unfallversicherung keinen Gewinn erwirtschaften dürfen. Die Beiträge richten sich in einem Umlageverfahren im Wesentlichen nach den im vergangenen Geschäftsjahr angefallenen Unfalllasten, die anderenfalls individuell von jedem Unternehmen zu tragen wären. Dadurch sind ihre Verwaltungskosten niedriger als bei einer privaten Unfallversicherung.
Kritik bezüglich der beantragten und gewährten Sozialleistungen kommt von Seiten der versicherten Personen. Nicht repräsentative Umfragen weisen zwar darauf hin, dass die Mehrzahl der Versicherten mit der Arbeit der Berufsgenossenschaften zufrieden ist – so ergab beispielsweise eine Befragung der BG Metall Süd, dass die Versicherten den Service und die Leistungen der Berufsgenossenschaft grundsätzlich positiv beurteilen –, festgestellt wurde aber auch, dass die Zufriedenheit signifikant zurückgeht, wenn die Berufsgenossenschaft die beantragten Leistungen nicht gewährt. Dies gilt insbesondere dann, wenn die BG eine Erkrankung nicht als Berufskrankheit anerkennt oder die Minderung der Erwerbsfähigkeit und damit die Rentenhöhe aus Sicht der Versicherten zu niedrig bewertet. In diesen Fällen wird den Berufsgenossenschaften von den Betroffenen zum Teil eine vermeintlich rechtswidrige Verweigerung oder Kürzung von Rentenleistungen vorgeworfen. Die Berufsgenossenschaften halten diesem Vorwurf entgegen, dass gut 90 % ihrer Rentenbescheide von den Sozialgerichten als rechtmäßig bestätigt würden. Zudem wird ein Großteil der Rentenbescheide durch einen Rentenausschuss, welcher aus Vertretern von Arbeitgebern und Arbeitnehmern besteht, geprüft.
Die Kritik an der Entschädigungspraxis der Berufsgenossenschaften ist nicht neu. Bereits 1888 bezeichnete die Deutsche Metall-Arbeiter-Zeitung die Genossenschaften als „Kapitalistenzünfte“. Diese täten alles, „um das bisschen Unfallversicherung den Proletariern zu nehmen oder doch es ihnen zu verkürzen oder so lange wie möglich vorzuenthalten“.
Bei aller Diskussion um die gesetzliche Unfallversicherung muss berücksichtigt werden, dass durch dieses System in Deutschland die Unternehmerhaftpflicht abgelöst wird. Das heißt: Kein Unternehmer muss Schadensersatzklagen von erkrankten oder verunfallten Beschäftigten fürchten. In vielen privaten Systemen ist dies nicht der Fall, so etwa in Dänemark oder in den USA. Obwohl der Unternehmer Prämien an Versicherungsgesellschaft und Berufskrankheitenfonds bezahlt, kann er von einem verletzten Arbeitnehmer vor Gericht auf Schadensersatz verklagt werden. Gelingt es im Prozess, Fahrlässigkeit des Arbeitgebers nachzuweisen, kann es für diesen schnell teuer werden und in schweren Fällen, zum Beispiel bei vielen Berufserkrankungen (wie etwa bei Asbesterkrankungen), das Unternehmen sogar in den Konkurs treiben.
Ein weiteres Problem bei einer möglichen Privatisierung ist der Ausschluss von Versicherungsrisiken. In Großbritannien kam es vor, dass Arbeitgeber keinen Unfallversicherer fanden. Wer dort keinen Versicherungsschutz vorweist, kann mit Geldbußen von bis zu 2.500 britischen Pfund (ca. 2.900 €) pro Tag bestraft werden.

## Andere Unfallversicherungsträger
Für den Bereich des öffentlichen Dienstes übernehmen Eigenunfallversicherungsträger (der Länder und Gemeinden, meist in Form von Gemeindeunfallversicherungsverbänden, Landesunfallkassen oder Feuerwehr-Unfallkassen) die Aufgaben der Berufsgenossenschaften. Dort sind auch ehrenamtlich Tätige und Schüler versichert.
Unfallversicherung aller Bundesbehörden ist die Unfallversicherung Bund und Bahn. Sie ist in erster Linie für die Arbeitnehmer des Bundes zuständig, aber auch für besondere Personengruppen (z. B. ehrenamtliche Helfer beim DRK und THW, Entwicklungshelfer) und im Bereich des Arbeitsschutzes auch für die Beamten des Bundes, sowie für die Deutsche Bahn. 
Im Gegensatz zu den gewerblichen Berufsgenossenschaften ist bei den aktuell 24 Unfallversicherungsträgern der öffentlichen Hand (Stand August 2022) die Fusionierung in der Gesamtbetrachtung noch nicht sehr weit fortgeschritten. So gibt es in einigen Bundesländern immer noch zusätzlich zu den Landes-Unfallkassen eigene Feuerwehr-Unfallkassen und/oder Gemeindeunfallversicherungsverbände. Die Forderung einer Fusionierung der Unfallversicherungsträger der öffentlichen Hand (z. B. entsprechend der Gliederung der Landesverbände der DGUV) konnte im Zuge der Initiative zum Unfallversicherungsmodernisierungsgesetzes nicht aufgenommen werden, da für eine mögliche Fusionierung die jeweiligen Bundesländer gesetzgeberisch zuständig sind. Auf Ebene des Bundes konnte zum 1. Januar 2016 eine Fusion aller bundesunmittelbarem Unfallkassen zur Unfallversicherung Bund und Bahn (UVB) erzielt werden.

## Personen, die mit den Berufsgenossenschaften in Verbindung standen
- Der Unternehmer Julius Römheld (1823–1904) war Mitbegründer der Süddeutschen Eisen- und Stahl-Berufsgenossenschaft, einer Vorgängerin der Berufsgenossenschaft Holz und Metall.
- Der Jurist und Politiker Gustav Adolf Vodel (1831–1908) war in leitenden Funktionen für die Knappschafts-Berufsgenossenschaft, die Berufsgenossenschaft der Gas- und Wasserwerke, die Sächsische Textil-Berufsgenossenschaft sowie die Sächsische Holz-Berufsgenossenschaft tätig.
- Der Reichstagsabgeordnete Gustav Brauer (1830–1917) war Vorstandsmitglied der Norddeutschen Textil-Berufsgenossenschaft.
- Der nationalliberale Politiker Theodor Schröder (1860–1951) war mehr als vierzig Jahre für die Hessen-Nassauische landwirtschaftliche Berufsgenossenschaft tätig.
- Der Reichstagsabgeordnete Jacob Astor (1867–1938) war von 1912 bis 1934 Vorstandsvorsitzender der Berufsgenossenschaft für den Einzelhandel.
- Der Schriftsteller Franz Kafka war von 1908 bis 1922 in der Arbeiter-Unfall-Versicherungs-Anstalt für das Königreich Böhmen (AUVA) in Prag beschäftigt.
- Der SPD-Bundestagsabgeordnete Ernst Schellenberg (1907–1984) absolvierte seine Lehre bei einer Berufsgenossenschaft.